# 正統性
正統性（せいとうせい、英: legitimacy）とは、ある政治権力が支配者として確立し、権威化されることの正当性をいう。

## 概要
政治権力による実効性のある支配の方法としては、暴力による強制がある。しかし、わざわざ暴力を見せつけなくても効率よく権力を行使できるようにするには、政治権力の正統性が必要になる。マックス・ヴェーバーは、人々が正統性を信じることによって内面的に支えられ、安定的に成り立つ秩序を「支配」と呼んだ。
権力移譲などの場面においては、前政府体系の権力を引き継ぐ作業が行われ、被支配者向けに倫理的・道徳的に論理を準備することで、過去からの政治的支配の連続性や正当性が担保されるようにすることがある。歴史的な連続性に基づく正当性を示すために、たとえば中国史においては、新たな国が興るたびにその国の正統性を証明するために歴史書が編纂されている。また、法的手続きとして定められた正しい（合法的）手続きをとったかどうかという点で正統性が論じされることもある。具体的にはベトナム戦争やイラク戦争では、国連決議に基づく正統性が問題となった。

## 支配の理念型
支配される人が服従する根拠は「支配の内的な正当化」と呼ばれ、伝統的、カリスマ的、合法的正当（統）性の三つの分類がある。
実際の支配形態は、これらの類型が混合する場合も多い。
伝統的支配世襲相続など、歴史上の連続性を根拠として正当性を確立する事である。前近代社会や先例が重んじられる社会で多く見られる。
カリスマ的支配軍事的英雄や民衆扇動家など、カリスマ的人物の権威により支配の正当性を確立する事である。現存する人物のみならず、歴史上の宗教的カリスマの権威に基づき支配を確立する事も含まれる。(ex イラン革命）
合法的支配人々が合法的だと信じる方法により支配を確立する事である。人々は権力者個人に服従するのでは無く制定された規則に服従する。例えば、民主主義社会では国民・市民の総意を根拠として支配の正当性を確立する。官僚制による支配もこの類型に含まれる。
ハーバーマスは、情報操作によって人々が正統性を信じ込まされているだけの状態は正統とは看做さず、妥当性を論拠として真理を追究する状態が出現した場合のみ、本当の意味での正統性を確保した「理想的発話状態」であるとした。